# Nikolai Sergejewitsch Schutzmann
Nikolai Sergejewitsch Schutzmann (russisch Николай Сергеевич Шуцман; * 1864 in Moskau; † 1937 ebenda) war ein russischer Architekt, Bildhauer und Ingenieur.

## Leben
Schutzmann war der Sohn eines Moskauer Gärtners und Enkel eines deutschen Einwanderers.

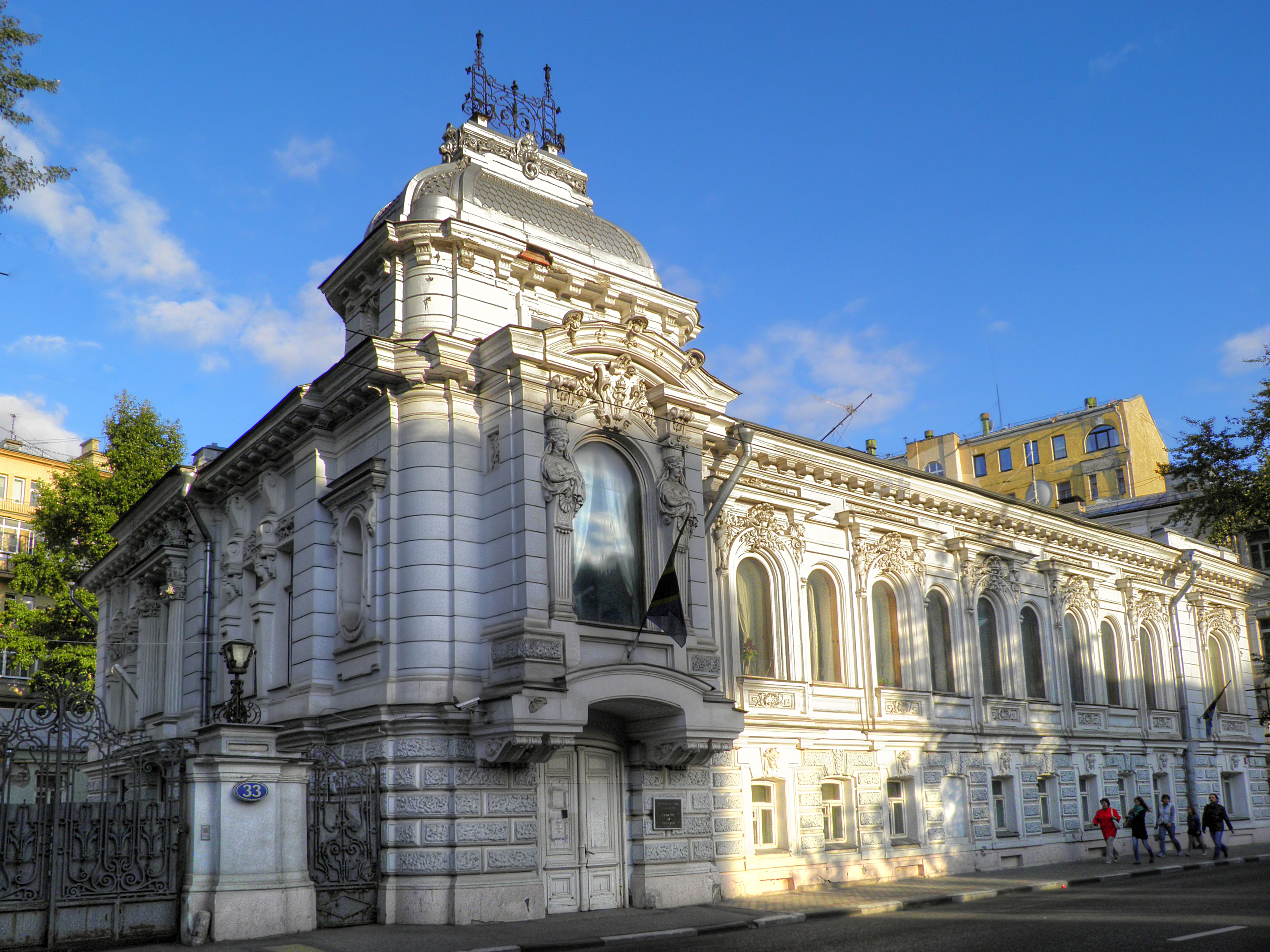
T.-I.-Korobkow-Villa, Pjatnizkaja Uliza 33–35, Moskau

Zusammen mit seinem Bruder Sergei arbeitete Schutzmann als Assistent bei Lew Nikolajewitsch Kekuschew und war an vielen Bauten Kekuschews beteiligt. Mit Kekuschew baute er 1894–1896 die T.-I.-Korobkow-Villa um. 1895 wurde Schutzmann Mitglied der Moskauer Architekturgesellschaft. Beim Wettbewerb für den Bau des Gebäudes für das Moskauer Museum der Schönen Künste gewann er 1897 mit seinen Brüdern Sergei und Michail die Silbermedaille.
1901 wurde Schutzmann örtlicher Ingenieur der 1. Moskauer Ingenieurdistanz. 1901 gewann er mit Kekuschew und seinem Bruder Sergei beim Bauwettbewerb für das Papudow-Mietshaus in Odessa den 2. Preis. 1902 baute er die Erzengel-Michael-Kirche in Moskau-Letowo um. In zwei Wettbewerben gewann er mit Kekuschew und seinem Bruder Sergei 3. Preise. 1904 baute er zusammen mit Sergei in einem gemeinsamen Projekt mit Kekuschew und Konstantin Fjodorowitsch Burow das Haus des Damenkuratoriums für die Armen des Amtes für die Einrichtungen der Kaiserin Maria (Maly Kosichinski Pereulok 4).

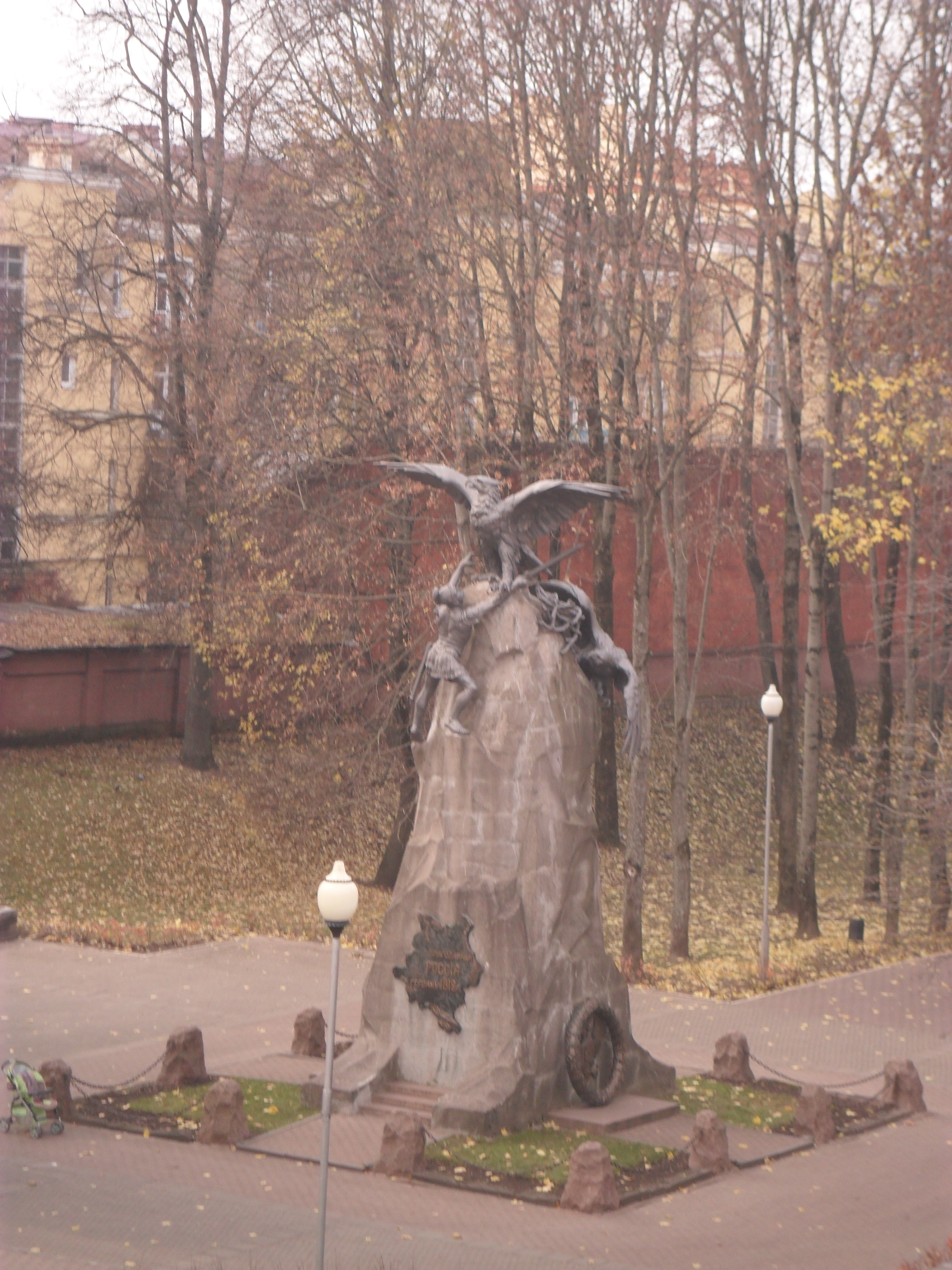
Denkmal für die Helden von Smolensk

1912 stellte Schutzmann das Wettbewerbsprojekt für ein Denkmal für die Verteidiger von Smolensk im Französisch-Russischen Krieg 1812 vor. Das Projekt, das mit 30 Projekten konkurrierte, wurde ausgewählt und 1913 in Smolensk als Denkmal für die Helden von Smolensk realisiert. Am Sockel wurden die Namen der Kommandeure verzeichnet: Michael Andreas Barclay de Tolly, Pjotr Iwanowitsch Bagration, Dmitri Petrowitsch Newerowski, Nikolai Nikolajewitsch Rajewski und Dmitri Sergejewitsch Dochturow. 1955 wurde das Denkmal restauriert. 
1913–1914 baute Schutzmann die S.-N.-Pastuchow-Villa (Kolymaschny Pereulok 6) neoklassizistisch um.
Nach der Oktoberrevolution baute Schutzmann Anfang der 1920er Jahre zusammen mit Alexei Wiktorowitsch Schtschussew und Iwan Wladislawowitsch Scholtowski die Allrussische Ausstellung für Landwirtschaft, Handwerk und Industrie in Moskau auf, aus der später die Allunions-Landwirtschaftsausstellung (WSChW) wurde.